# Draft de l'NBA del 1991
El draft de l'NBA del 1991 va ser el 26 de juny de 1991 a Nova York, NY.

## Primera ronda
|  | = All-Star |

| Nº | Jugador               | Nacionalitat  | Equip de l'NBA                                          | Universitat/Club anterior |
| -- | --------------------- | ------------- | ------------------------------------------------------- | ------------------------- |
| 1  | Larry Johnson (PF)    | Estats Units  | Charlotte Hornets                                       | UNLV                      |
| 2  | Kenny Anderson (PG)   | Estats Units  | New Jersey Nets                                         | Georgia Tech              |
| 3  | Billy Owens (SF)      | Estats Units  | Sacramento Kings (cedit als Golden State)               | Syracuse                  |
| 4  | Dikembe Mutombo (C)   | Plantilla:ZAI | Denver Nuggets                                          | Georgetown                |
| 5  | Steve Smith (SG)      | Estats Units  | Miami Heat                                              | Michigan State            |
| 6  | Doug Smith (PF)       | Estats Units  | Dallas Mavericks                                        | Missouri                  |
| 7  | Luc Longley (C)       | Austràlia     | Minnesota Timberwolves                                  | New Mexico                |
| 8  | Mark Macon (SG)       | Estats Units  | Denver Nuggets (dels Washington)                        | Temple                    |
| 9  | Stacey Augmon (SG/SF) | Estats Units  | Atlanta Hawks (dels L.A. Clippers)                      | UNLV                      |
| 10 | Brian Williams (PF/C) | Estats Units  | Orlando Magic                                           | Arizona                   |
| 11 | Terrell Brandon (PG)  | Estats Units  | Cleveland Cavaliers                                     | Oregon                    |
| 12 | Greg Anthony (PG)     | Estats Units  | New York Knicks                                         | UNLV                      |
| 13 | Dale Davis (PF)       | Estats Units  | Indiana Pacers                                          | Clemson                   |
| 14 | Rich King (C)         | Estats Units  | Seattle SuperSonics                                     | Nebraska                  |
| 15 | Anthony Avent (PF)    | Estats Units  | Atlanta Hawks                                           | Seton Hall                |
| 16 | Chris Gatling (PF)    | Estats Units  | Golden State Warriors (dels Philadelphia)               | Old Dominion              |
| 17 | Victor Alexander (C)  | Estats Units  | Golden State Warriors                                   | Iowa State                |
| 18 | Kevin Brooks (SF)     | Estats Units  | Milwaukee Bucks                                         | Southwestern Louisiana    |
| 19 | LaBradford Smith (SG) | Estats Units  | Washington Bullets (dels Detroit via Dallas and Denver) | Louisville                |
| 20 | John Turner (PF)      | Estats Units  | Houston Rockets                                         | Phillips                  |
| 21 | Eric Murdock (PG)     | Estats Units  | Utah Jazz                                               | Providence                |
| 22 | LeRon Ellis (PF)      | Estats Units  | Los Angeles Clippers (dels Phoenix via Seattle)         | Syracuse                  |
| 23 | Stanley Roberts (C)   | Estats Units  | Orlando Magic (dels San Antonio)                        | LSU                       |
| 24 | Rick Fox (SF)         | Canadà        | Boston Celtics                                          | North Carolina            |
| 25 | Shaun Vandiver        | Estats Units  | Golden State Warriors (dels L.A. Lakers)                | Colorado                  |
| 26 | Mark Randall (PF)     | Estats Units  | Chicago Bulls                                           | Kansas                    |
| 27 | Pete Chilcutt (PF)    | Estats Units  | Sacramento Kings (dels Portland)                        | North Carolina            |

## Segona ronda
| Nº | Jugador              | Nacionalitat | Equip de l'NBA                                             | Universitat/Club anterior |
| -- | -------------------- | ------------ | ---------------------------------------------------------- | ------------------------- |
| 28 | Kevin Lynch (G/F)    | Estats Units | Charlotte Hornets (dels Denver)                            | Minnesota                 |
| 29 | George Ackles (C/PF) | Estats Units | Miami Heat                                                 | UNLV                      |
| 30 | Rodney Monroe (G/F)  | Estats Units | Atlanta Hawks (dels Sacramento)                            | North Carolina State      |
| 31 | Randy Brown (PG)     | Estats Units | Sacramento Kings (dels New Jersey)                         | New Mexico State          |
| 32 | Chad Gallagher (C)   | Estats Units | Phoenix Suns (dels Charlotte)                              | Creighton                 |
| 33 | Donald Hodge (C)     | Estats Units | Dallas Mavericks                                           | Temple                    |
| 34 | Myron Brown (G)      | Estats Units | Minnesota Timberwolves                                     | Slippery Rock             |
| 35 | Mike Iuzzolino (G)   | Estats Units | Dallas Mavericks (dels Washington via Sacramento)          | St. Francis (PA)          |
| 36 | Chris Corchiani (G)  | Estats Units | Orlando Magic                                              | North Carolina State      |
| 37 | Elliot Perry (PG)    | Estats Units | Los Angeles Clippers                                       | Memphis State             |
| 38 | Joe Wylie (PF)       | Estats Units | Los Angeles Clippers (dels Cleveland)                      | Miami (FL)                |
| 39 | Jimmy Oliver (G/F)   | Estats Units | Cleveland Cavaliers (dels New York via Charlotte)          | Purdue                    |
| 40 | Doug Overton (PG)    | Estats Units | Detroit Pistons (dels Seattle)                             | La Salle                  |
| 41 | Sean Green (F/G)     | Estats Units | Indiana Pacers                                             | Iona                      |
| 42 | Steve Hood (SF)      | Estats Units | Sacramento Kings (dels Atlanta)                            | James Madison             |
| 43 | Lamont Strothers (G) | Estats Units | Golden State Warriors                                      | Christopher Newport       |
| 44 | Álvaro Teherán (C)   | Colòmbia     | Philadelphia 76ers                                         | Houston                   |
| 45 | Bobby Phills (SG)    | Estats Units | Milwaukee Bucks                                            | Southern                  |
| 46 | Richard Dumas (F)    | Estats Units | Phoenix Suns (dels Detroit)                                | Oklahoma State            |
| 47 | Keith Hughes (PF)    | Estats Units | Houston Rockets                                            | Rutgers                   |
| 48 | Isaac Austin (C)     | Estats Units | Utah Jazz                                                  | Arizona State             |
| 49 | Greg Sutton (G)      | Estats Units | San Antonio Spurs                                          | Oral Roberts              |
| 50 | Joey Wright (SG)     | Estats Units | Phoenix Suns                                               | Texas                     |
| 51 | Žan Tabak (C)        | Croàcia      | Houston Rockets (dels Boston via New Jersey and Cleveland) | KK Split (Croàcia)        |
| 52 | Anthony Jones (SF)   | Estats Units | Los Angeles Lakers                                         | Oral Roberts              |
| 53 | Von McDade (SG)      | Estats Units | New Jersey Nets (dels Chicago)                             | UWM                       |
| 54 | Marcus Kennedy (PF)  | Estats Units | Portland Trail Blazers                                     | Eastern Michigan          |

## Jugadors notables que no van entrar al draft
- Darrell Armstrong, Fayetteville State
- David Benoit, Alabama
- Marty Conlon, Providence College
- John Crotty, Virginia
- Robert Pack, University of Southern California